# Longuyon
Longuyon [lɔ̃gɥijɔ̃] est une commune française située dans le département de Meurthe-et-Moselle, en région Grand Est. 
La ville est située non loin de la Belgique et du grand-duché de Luxembourg. Historiquement, Longuyon était une ville militaire et ferroviaire. Son activité économique repose désormais sur sa proximité avec le Luxembourg.

## Géographie

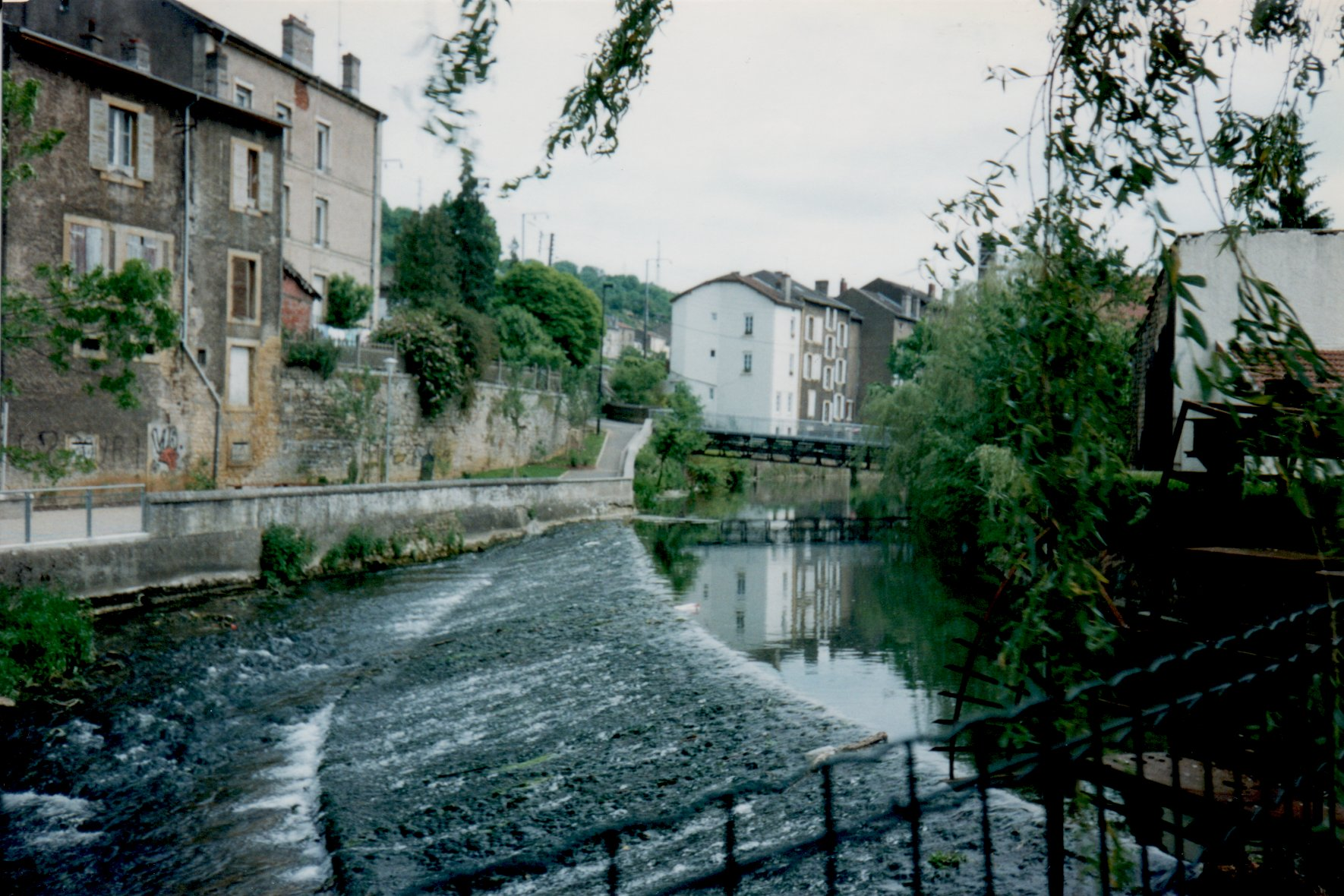
La Crusnes.

La commune s'étend sur 29,70 km2 dans le nord du département de Meurthe-et-Moselle, dans le Pays-Haut et jouxte le tripoint des frontières avec la Belgique et le Grand-Duché de Luxembourg.
La commune est délimitée à l’extrême nord par la frontière franco-belge qui la sépare de la province de Luxembourg, juste au sud du village belge de Grandcourt.
La commune est située au confluent de la Chiers, affluent de la Meuse, et de la Crusnes, à 18 km de Longwy.

### Communes limitrophes
Les communes limitrophes sont  Allondrelle-la-Malmaison, Arrancy-sur-Crusnes, Beuveille, Charency-Vezin, Colmey, Grand-Failly, Sorbey, Tellancourt, Villette, Virton et Viviers-sur-Chiers.
| Allondrelle-la-Malmaison       | Virton ( Belgique) | Tellancourt         |
| Charency-Vezin Villette Colmey | Longuyon           | Viviers-sur-Chiers  |
| Grand-Failly                   | Sorbey             | Arrancy-sur-Crusnes |

### Hydrographie

#### Réseau hydrographique
La commune est dans le bassin versant de la Meuse au sein du bassin Rhin-Meuse. Elle est drainée par la Chiers, la Crusnes, le ruisseau du Bois de Parlay et le ruisseau le Dorlon,.
La Chiers, d'une longueur de 127 km, prend sa source dans la commune de Mont-Saint-Martin et se jette  dans la Meuse à Remilly-Aillicourt, après avoir traversé 46 communes. Les caractéristiques hydrologiques de la Chiers sont données par la station hydrologique située sur la commune de Montigny-sur-Chiers. Le débit moyen mensuel est de 4,53 m3/s. Le débit moyen journalier maximum est de 77,3 m3/s, atteint lors de la crue du 21 décembre 1993. Le débit instantané maximal est quant à lui de 95 m3/s, atteint le 5 janvier 2001.
La Crusnes, d'une longueur de 32 km, prend sa source dans la commune d'Errouville et se jette  dans la Chiers sur la commune, après avoir traversé douze communes. 

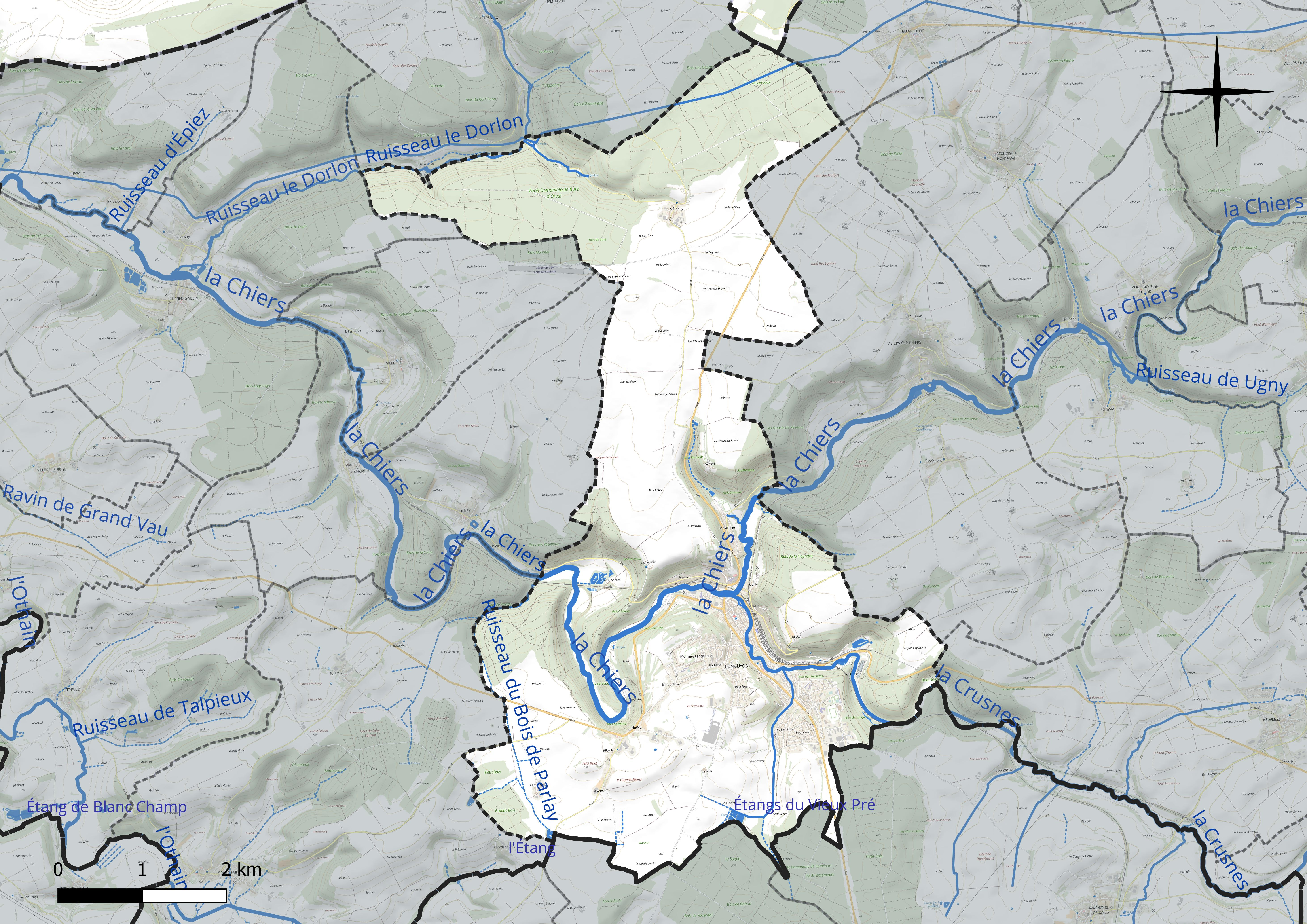
Réseau hydrographique de Longuyon.

Deux plans d'eau complètent le réseau hydrographique : les étangs du Vieux Pré (0,4 ha) et l'étang (0,6 ha),.

#### Gestion et qualité des eaux
Le territoire communal est couvert par le schéma d'aménagement et de gestion des eaux (SAGE) « Bassin ferrifère ». Ce document de planification concerne le périmètre des anciennes galeries des mines de fer, des aquifères et des bassins versants hydrographiques associés qui s’étend sur 2 418 km2. Les bassins versants concernés sont celui de la Chiers en amont de la confluence avec l'Othain, et ses affluents (la Crusnes, la Pienne, l'Othain), celui de l'Orne et ses affluents et celui de la Fensch, le Veymerange, la Kiesel et les parties françaises du bassin versant de l'Alzette et de ses affluents (Kaylbach, ruisseau de Volmerange). Il a été approuvé le 27 mars 2015. La structure porteuse de l'élaboration et de la mise en œuvre est la région Grand Est. 
La qualité des cours d’eau peut être consultée sur un site dédié géré par les agences de l’eau et l’Agence française pour la biodiversité. 

### Climat
Pour des articles plus généraux, voir Climat du Grand Est et Climat de Meurthe-et-Moselle.
En 2010, le climat de la commune est de type climat de montagne, selon une étude du Centre national de la recherche scientifique s'appuyant sur une série de données couvrant la période 1971-2000. En 2020, Météo-France publie une typologie des climats de la France métropolitaine dans laquelle la commune est dans une zone de transition entre le climat océanique altéré et le climat océanique altéré et est dans la région climatique  Lorraine, plateau de Langres, Morvan, caractérisée par un hiver rude (1,5 °C), des vents modérés et des brouillards fréquents en automne et hiver. 
Pour la période 1971-2000, la température annuelle moyenne est de 9,5 °C, avec une amplitude thermique annuelle de 15,9 °C. Le cumul annuel moyen de précipitations est de 957 mm, avec 14,5 jours de précipitations en janvier et 9,7 jours en juillet. Pour la période 1991-2020, la température moyenne annuelle observée sur la station météorologique de Météo-France la plus proche, « Villette », sur la commune de Villette à 5 km à vol d'oiseau, est de 10,1 °C et le cumul annuel moyen de précipitations est de 909,4 mm. 
La température maximale relevée sur cette station est de 39 °C, atteinte le 25 juillet 2019 ; la température minimale est de −14,8 °C, atteinte le 20 décembre 2009,,. 
| Mois                                  | jan.            | fév.           | mars           | avril         | mai           | juin           | jui.           | août          | sep.          | oct.          | nov.             | déc.           | année      |
| ------------------------------------- | --------------- | -------------- | -------------- | ------------- | ------------- | -------------- | -------------- | ------------- | ------------- | ------------- | ---------------- | -------------- | ---------- |
| Température minimale moyenne (°C)     | −0,4            | −0,1           | 2,3            | 5,1           | 8,6           | 11,6           | 13,3           | 13,5          | 10,5          | 7,2           | 3,3              | 0,6            | 6,3        |
| Température moyenne (°C)              | 1,9             | 2,7            | 6,1            | 9,7           | 13,4          | 16,6           | 18,4           | 18,4          | 14,9          | 10,6          | 5,7              | 2,7            | 10,1       |
| Température maximale moyenne (°C)     | 4,2             | 5,6            | 9,9            | 14,4          | 18,2          | 21,6           | 23,4           | 23,2          | 19,4          | 13,9          | 8,1              | 4,8            | 13,9       |
| Record de froid (°C) date du record   | −13,6 02.01.02  | −13,8 07.02.12 | −12,6 01.03.05 | −6,9 11.04.03 | −0,1 03.05.21 | 2,5 13.06.1998 | 5,8 14.07.1998 | 5,1 26.08.18  | 3,1 25.09.02  | −3,7 24.10.03 | −10,5 23.11.1998 | −14,8 20.12.09 | −14,8 2009 |
| Record de chaleur (°C) date du record | 15,2 05.01.1999 | 20,3 27.02.19  | 23,9 31.03.21  | 27,1 20.04.18 | 31 28.05.17   | 34,1 28.06.11  | 39 25.07.19    | 37,8 08.08.03 | 33,3 15.09.20 | 25,9 02.10.23 | 19,1 07.11.15    | 15,4 17.12.15  | 39 2019    |
| Précipitations (mm)                   | 87,5            | 70,8           | 67,4           | 55,4          | 74,3          | 70,4           | 76,3           | 81            | 61,3          | 82,3          | 82               | 100,7          | 909,4      |

| Diagramme climatique                                  |             |            |             |             |              |              |            |              |             |          |             |
| J                                                     | F           | M          | A           | M           | J            | J            | A          | S            | O           | N        | D           |
| 4,2−0,487,5                                           | 5,6−0,170,8 | 9,92,367,4 | 14,45,155,4 | 18,28,674,3 | 21,611,670,4 | 23,413,376,3 | 23,213,581 | 19,410,561,3 | 13,97,282,3 | 8,13,382 | 4,80,6100,7 |
| Moyennes : • Temp. maxi et mini °C • Précipitation mm |             |            |             |             |              |              |            |              |             |          |             |

Les paramètres climatiques de la commune ont été estimés pour le milieu du siècle (2041-2070) selon différents scénarios d'émission de gaz à effet de serre à partir des nouvelles projections climatiques de référence DRIAS-2020. Ils sont consultables sur un site dédié publié par Météo-France en novembre 2022.

### Géologie et relief
La commune est installée sur une des nombreuses cuestas qui forment la Lorraine et est bordée par la 
Chiers. Longuyon a une altitude minimale de 203 m et une maximale de 389 m.

## Urbanisme

### Typologie
Au 1er janvier 2024, Longuyon est catégorisée bourg rural, selon la nouvelle grille communale de densité à sept niveaux définie par l'Insee en 2022.
Elle appartient à l'unité urbaine de Longuyon, une unité urbaine monocommunale constituant une ville isolée,. La commune est en outre hors attraction des villes,. 
Elle est bordée par  l'aire d'attraction de Longwy.

### Occupation des sols
L'occupation des sols de la commune, telle qu'elle ressort de la base de données européenne d’occupation biophysique des sols Corine Land Cover (CLC), est marquée par l'importance des territoires agricoles (50,8 % en 2018), une proportion sensiblement équivalente à celle de 1990 (50,7 %). La répartition détaillée en 2018 est la suivante : terres arables (40,2 %), forêts (39,5 %), prairies (8,4 %), zones urbanisées (7,9 %), zones agricoles hétérogènes (2,2 %), zones industrielles ou commerciales et réseaux de communication (1,8 %). L'évolution de l’occupation des sols de la commune et de ses infrastructures peut être observée sur les différentes représentations cartographiques du territoire : la carte de Cassini (XVIIIe siècle), la carte d'état-major (1820-1866) et les cartes ou photos aériennes de l'IGN pour la période actuelle (1950 à aujourd'hui).

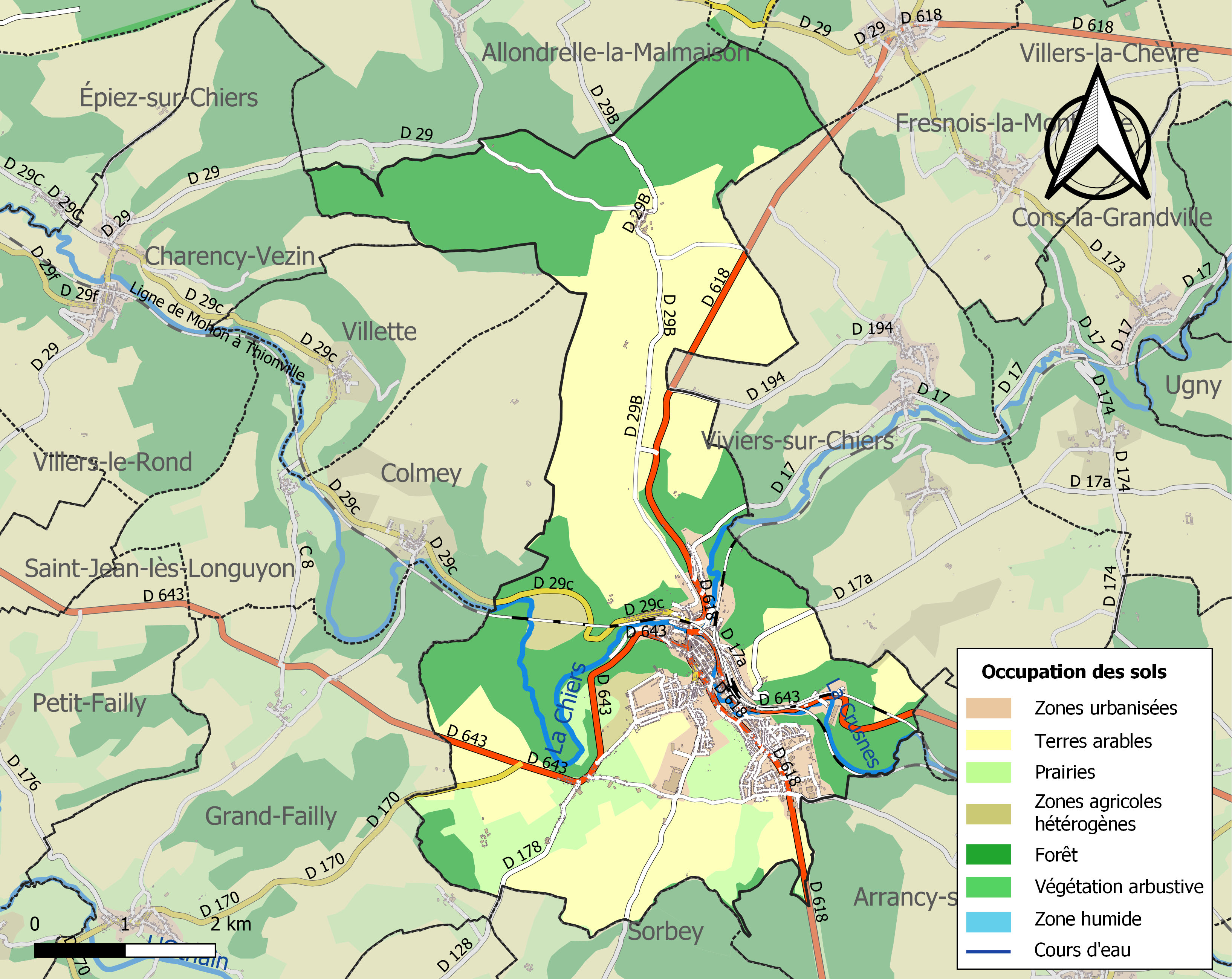
Carte des infrastructures et de l'occupation des sols de la commune en 2018 (CLC).

## Toponymie
- Longagio (634), Longio (973)[22], Longione (973), monasterri longagionis (Xe siècle), Longuion (1209)[23], Longion (1030), Longuio (1756)[24].
- Longjon en luxembourgeois[25].

## Histoire
Longuyon est composée des hameaux de Villancy et de Noërs, ainsi que des fermes de Basseval, Fossieux, Fontaine-Saint-Martin, Moncel, Froidcul et de la forge de Dorlon. À partir de 855, Longuyon s'inscrit dans le royaume de Lotharingie, où l'église étend sa puissance bien au-delà des frontières actuelles.
Longuyon était chef-lieu de bailliage de juin 1751 à 1789 puis chef-lieu de canton jusqu'en 2015.

### Sidérurgie
Deux forges ont existé à Longuyon : celle de Longuyon et celle de Lopigneux. La forge de Longuyon daterait de la fin du XVIIe siècle ou des premières années du XVIIIe siècle (1679 ou 1705) et semble avoir cessé ses activités vers 1887. La forge de Lopigneux, construite en 1670, comprenait, sans doute comme celle de Longuyon, un haut-fourneau à deux affineries, une chaufferie, une platinerie et une renardière. En 1783, elle fut rattachée aux Forges, Fonderies et Platineries de Longuyon-Lopigneux et Vézin.

### Première Guerre mondiale

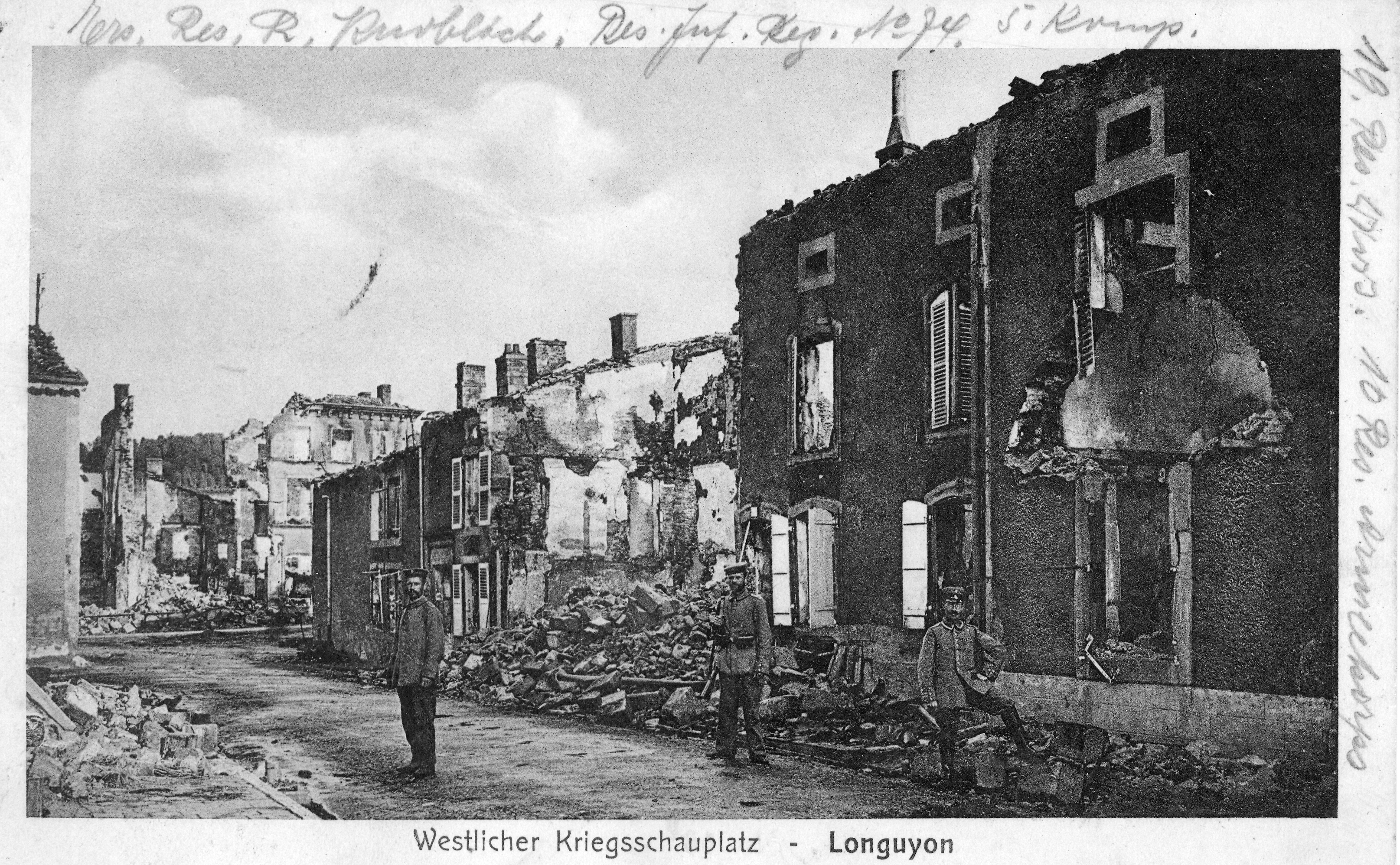
Destructions de 1914.

Le 24 août 1914, le 31e régiment d'infanterie se porte vers le nord de Longuyon. Lors du combat de Noërs, le 3e bataillon, soutenu par le 2e bataillon, se porte à l'assaut du piton de Noërs, malgré une violente fusillade et une avalanche d'obus. L'ennemi, surpris, abandonne la crête et une partie du village de Noërs et ouvre un violent feu d'artillerie sur le piton. Le 3e bataillon est vite décimé en s'acharnant à défendre cette position durement enlevée. Faute de renfort, il doit refluer. Le soir, le régiment se trouve rassemblé au sud de Merles-sur-Loison.
Longuyon, qui compte alors 2 300 habitants, est dévastée par l'infanterie prussienne et 60 habitants, hommes, femmes et enfants, sont passés par les armes, 213 bâtiments sont détruits. Les unités mises en cause sont les 122e, 125e, 156e régiments d'infanterie.

### XXesiècle
L'histoire contemporaine de la ville est longtemps intimement liée à celle des chemins de fer. Longuyon est un important carrefour ferroviaire, entre le trafic du minerai de fer du bassin de Briey et celui du charbon du Nord.
En 1956, la ligne Valenciennes-Thionville est la première — après des expérimentations dans les Alpes — à être électrifiée en 25 000 volts, par du courant alternatif monophasé industriel. Ceci diminue l'importance du dépôt de locomotives, dont le coup de grâce est donné par la fin progressive de l'activité sidérurgique en Lorraine, à partir des années 1970.
Dans les années 1950 et 1960, du personnel de l'armée canadienne est logé dans une résidence se trouvant sur la route de Noers, qui est encore appelée de nos jours la « résidence canadienne » ou « aux Canadiens ». Les rues portent des noms tels que Toronto, Montréal ou Québec.
L'usine Kaiser, fondée après la Seconde Guerre mondiale par Fernand Kaiser, ouvrier soudeur, a longtemps fabriqué des remorques pour poids lourds en perpétuant la tradition du travail de l'acier. Elle est aujourd'hui fermée.

## Politique et administration

### Jumelages
- Pirna (Allemagne) depuis 1998
- Tizi Rached (Algérie) depuis 1999
- Żary (Pologne)
- Limana (Italie) depuis 1971
- Schmitshausen (Allemagne) depuis 1971
- Walferdange (Luxembourg) depuis 1971

## Population et société

### Démographie
L'évolution du nombre d'habitants est connue à travers les recensements de la population effectués dans la commune depuis 1793. Pour les communes de moins de 10 000 habitants, une enquête de recensement portant sur toute la population est réalisée tous les cinq ans, les populations de référence des années intermédiaires étant quant à elles estimées par interpolation ou extrapolation. Pour la commune, le premier recensement exhaustif entrant dans le cadre du nouveau dispositif a été réalisé en 2004.

En 2022, la commune comptait 5 141 habitants, en évolution de −4,55 % par rapport à 2016 (Meurthe-et-Moselle : −0,13 %, France hors Mayotte : +2,11 %).
| 1793  | 1800  | 1806  | 1821  | 1836  | 1841  | 1861  | 1866  | 1872  |
| ----- | ----- | ----- | ----- | ----- | ----- | ----- | ----- | ----- |
| 1 789 | 1 268 | 1 544 | 1 597 | 1 703 | 1 773 | 1 836 | 1 840 | 1 830 |

| 1876  | 1881  | 1886  | 1891  | 1896  | 1901  | 1906  | 1911  | 1921  |
| ----- | ----- | ----- | ----- | ----- | ----- | ----- | ----- | ----- |
| 2 524 | 2 618 | 2 750 | 2 618 | 3 245 | 3 350 | 3 243 | 3 810 | 4 824 |

| 1926  | 1931  | 1936  | 1946  | 1954  | 1962  | 1968  | 1975  | 1982  |
| ----- | ----- | ----- | ----- | ----- | ----- | ----- | ----- | ----- |
| 5 442 | 5 983 | 6 630 | 4 833 | 5 926 | 8 266 | 6 460 | 7 404 | 6 993 |

| 1990  | 1999  | 2004  | 2006  | 2009  | 2014  | 2019  | 2022  | - |
| ----- | ----- | ----- | ----- | ----- | ----- | ----- | ----- | - |
| 6 064 | 5 876 | 5 782 | 5 754 | 5 620 | 5 394 | 5 218 | 5 141 | - |

#### Pyramide des âges
En 2021, le taux de personnes d'un âge inférieur à 30 ans s'élève à 31,4 %. À l'inverse, le taux de personnes d'âge supérieur à 60 ans est de 33,6 % la même année.
En 2021, la commune comptait 2 479 hommes pour 2 711 femmes, soit un taux de 52,23 % de femmes.
Les pyramides des âges de la commune et du département s'établissent comme suit.
| Hommes | Classe d’âge | Femmes |
| ------ | ------------ | ------ |
| 1,0    | 90 ou +      | 2,7    |
| 9,2    | 75-89 ans    | 13,9   |
| 19,8   | 60-74 ans    | 20,2   |
| 20,6   | 45-59 ans    | 19,7   |
| 16,4   | 30-44 ans    | 15,5   |
| 16,6   | 15-29 ans    | 13,5   |
| 16,4   | 0-14 ans     | 14,5   |

| Hommes | Classe d’âge | Femmes |
| ------ | ------------ | ------ |
| 0,6    | 90 ou +      | 1,8    |
| 6,6    | 75-89 ans    | 9,3    |
| 16,2   | 60-74 ans    | 17,4   |
| 19,5   | 45-59 ans    | 18,9   |
| 18,9   | 30-44 ans    | 18     |
| 20,6   | 15-29 ans    | 18,9   |
| 17,6   | 0-14 ans     | 15,6   |

### Enseignement
- École maternelle et élémentaire Jacques-Cartier
- École maternelle et élémentaire Langevin-Wallon
- École maternelle et élémentaire Louise-Michel
- École et collège privés Sainte-Chrétienne
- Collège Paul-Verlaine

### Lieux de cultes
- La collégiale Sainte-Agathe, église paroissiale construite au XIIIe siècle, et consacrée le 20 avril 1287[36].
- La chapelle Saint-Jean Baptiste-de-la-Salle ou chapelle des Frères, édifice religieux de la fin du XIXe siècle[36].

## Économie
- Longuyon, en 2021, dispose de 255 établissements économiquement actifs dont 34.1% dans la catégorie "Commerce de gros et de détail, transports, hébergement et restauration" et 20% dans la catégorie "Administration publique, enseignement, santé humaine et action sociale"

## Culture et patrimoine

### Lieux et monuments

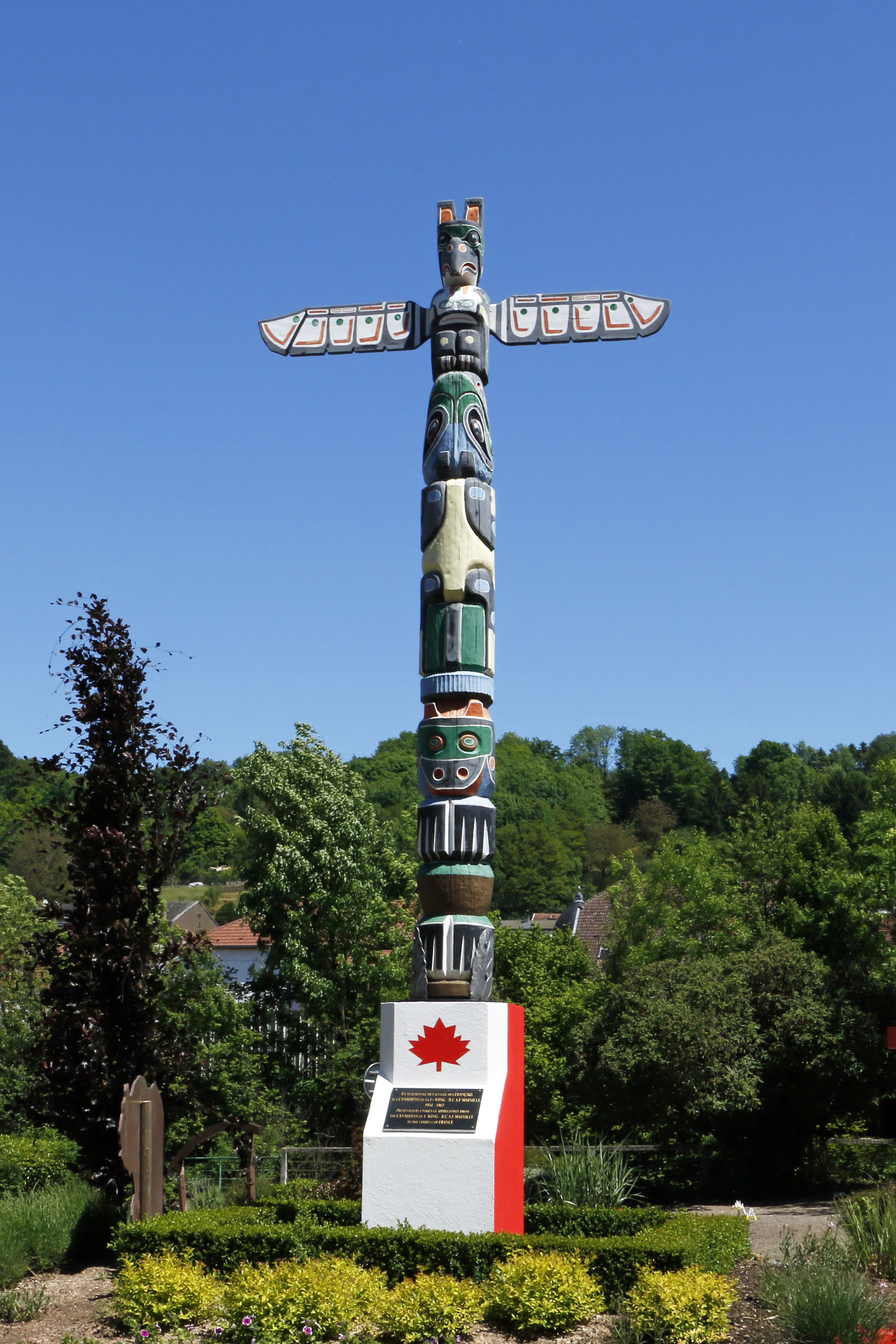
Totem amérindien de Longuyon.

- Une nécropole du bas Empire fut fouillée au Magé en 1843.
- Plusieurs sites gallo-romains furent fouillés en 1934 : on y trouva des vestiges de substructions et des fragments d'enduits peints[réf. nécessaire].
- Le château fort de Mussy. Attesté dès 1109, le château a appartenu à la famille de Mussy jusqu'au XIVe siècle. En 1454, René d'Anjou, duc de Bar, autorise Henri Beyer de Boppard à construire une maison forte avec tours, fossés, ponts-levis et autres défenses. Endommagé en 1477 pendant la guerre avec Charles le Téméraire. Rétabli, il sera définitivement rasé par le maréchal François de Créquy en 1670. On accède aux ruines par un sentier forestier sur la route de Colmey juste à la sortie de Longuyon.
- Les vestiges du Haut-fourneau, au lieu-dit le Dorlon, construit en 1692 et reconstruit au XIXe siècle est inscrit au titre des monuments historiques par arrêté du 15 septembre 1982[37].
- L'hôtel de ville. Maison achetée en 1755 par la municipalité entre la rue de la Halle et la rue de la Place pour y installer l'hôtel de ville et transformée de 1773 à 1775. Reconstruite totalement entre 1866 et 1868, elle constitue un bel exemple d'architecture officielle sous le Second Empire[38].
- Le totem amérindien offert par l'Aviation royale du Canada en 1967.
- L'ensemble scolaire Sainte-Chrétienne.
- L'ancienne caserne Lamy, nommée en l'honneur de François-Joseph-Amédée Lamy, a été acquise par la commune en 1965 puis démolie.

#### Édifices religieux
- La collégiale Sainte-Agathe, église paroissiale. Mentionné pour la première fois en 634 dans le testament du diacre Adalgisel Grimo, le monastère Sainte-Agathe est transformé en collégiale en 973 par l'archevêque de Trèves puis en prieuré bénédictin à la fin du XIIe siècle, avant d'être définitivement rétabli en collégiale au début du XIIIe siècle. Église paroissiale depuis la Révolution. Église construite fin XIIe siècle ou début XIIIe siècle, la base de la tour paraissant légèrement antérieure. Fortifiée au XVIe siècle (présence d'une bretèche au-dessus du portail occidental). Éléments défensifs. L'église est classée au titre des monuments historiques en 1875[39].
- La chapelle Notre-Dame-de-Bon-Secours, lieu-dit Noërs. En 1720, les habitants de Noërs obtiennent du suffragant de Trèves, Jean Matthias, l'autorisation de construire une chapelle en raison de l'éloignement de l'église mère de Longuyon. Bénite à la fin de l'année 1721. Détruite au début du XXe siècle en raison de son exiguïté et remplacée en 1906 par l'église Notre-Dame située plus à l'est.
- L'église paroissiale de la Sainte-Vierge, lieu-dit Noërs. Construite en 1906, aux frais de M. et Mme Labbé, en remplacement de la chapelle Notre-Dame-de-Bon-Secours située une centaine de mètres plus à l'ouest, sans doute devenue trop petite. Rachetée en 1984 par les habitants du village, alors que des menaces de destruction pesaient sur elle.
- La chapelle Saint-Jean Baptiste-de-la-Salle ou chapelle des Frères.
- La grotte de la Vierge construite en 1900[40]. Au bord du chemin d'accès à la grotte se trouve une glacière.
- Église sans Frontière à la ferme de Moncel.

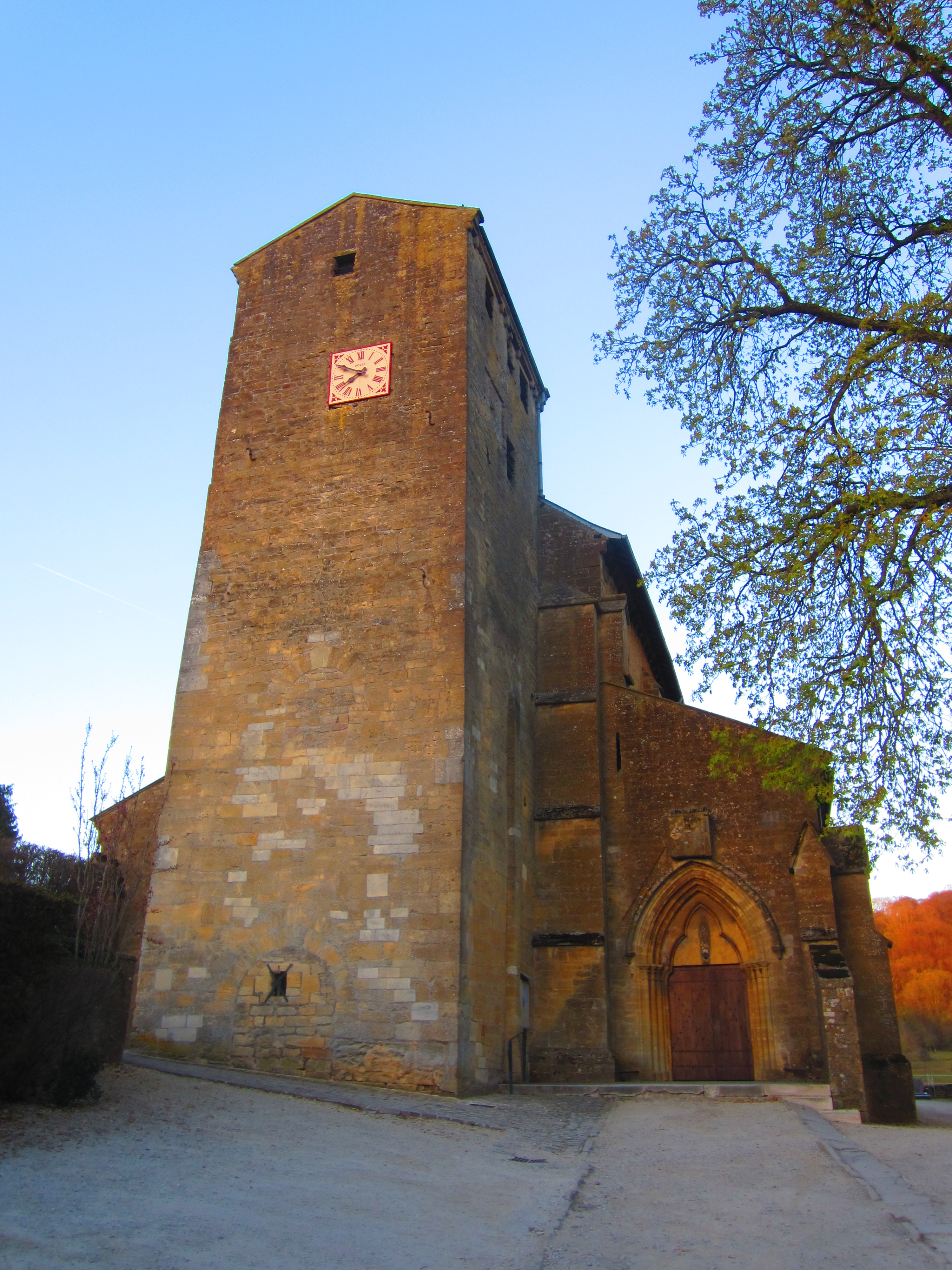
Église Sainte-Agathe.
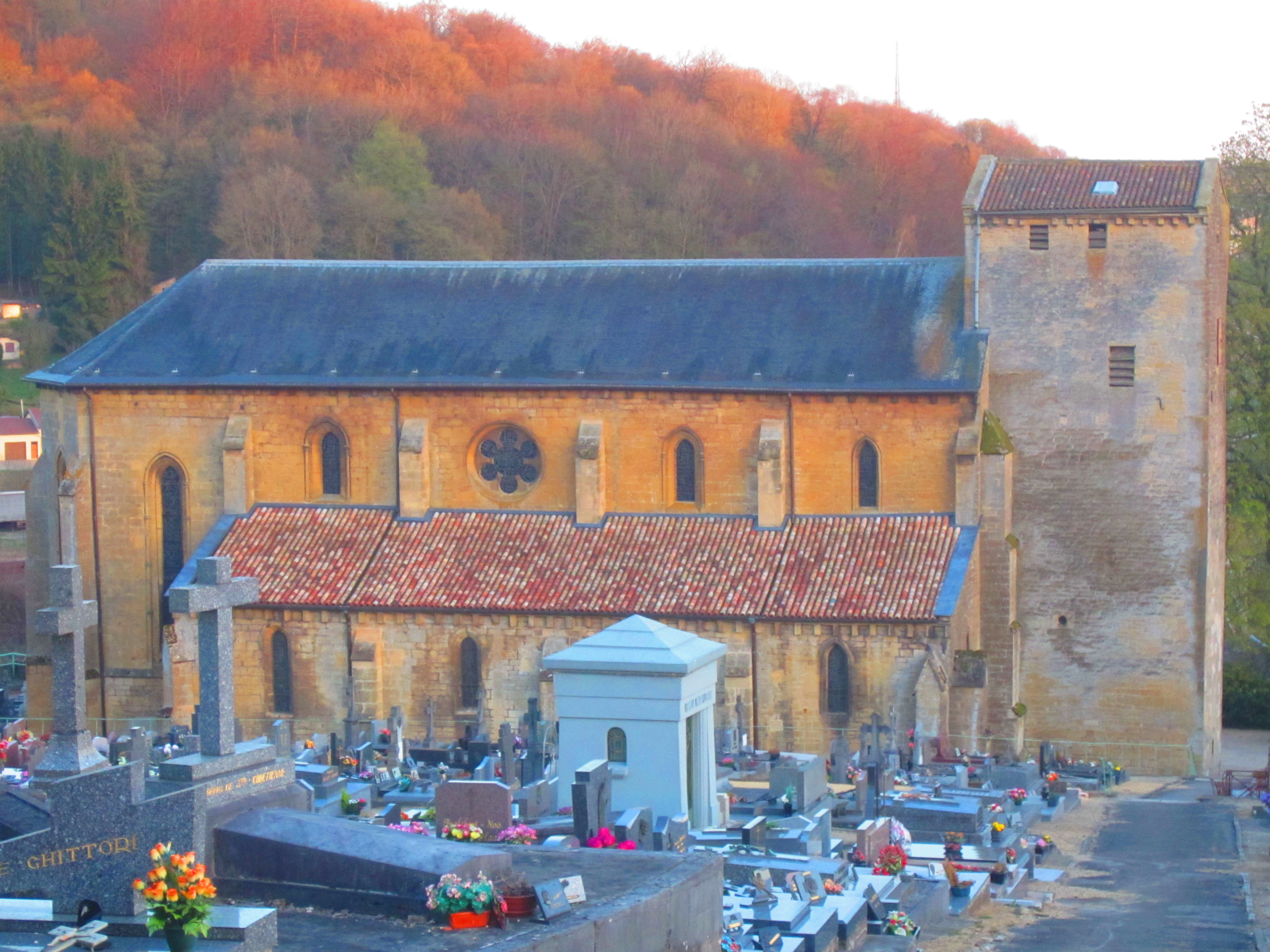
Église Sainte-Agathe vue du cimetière.
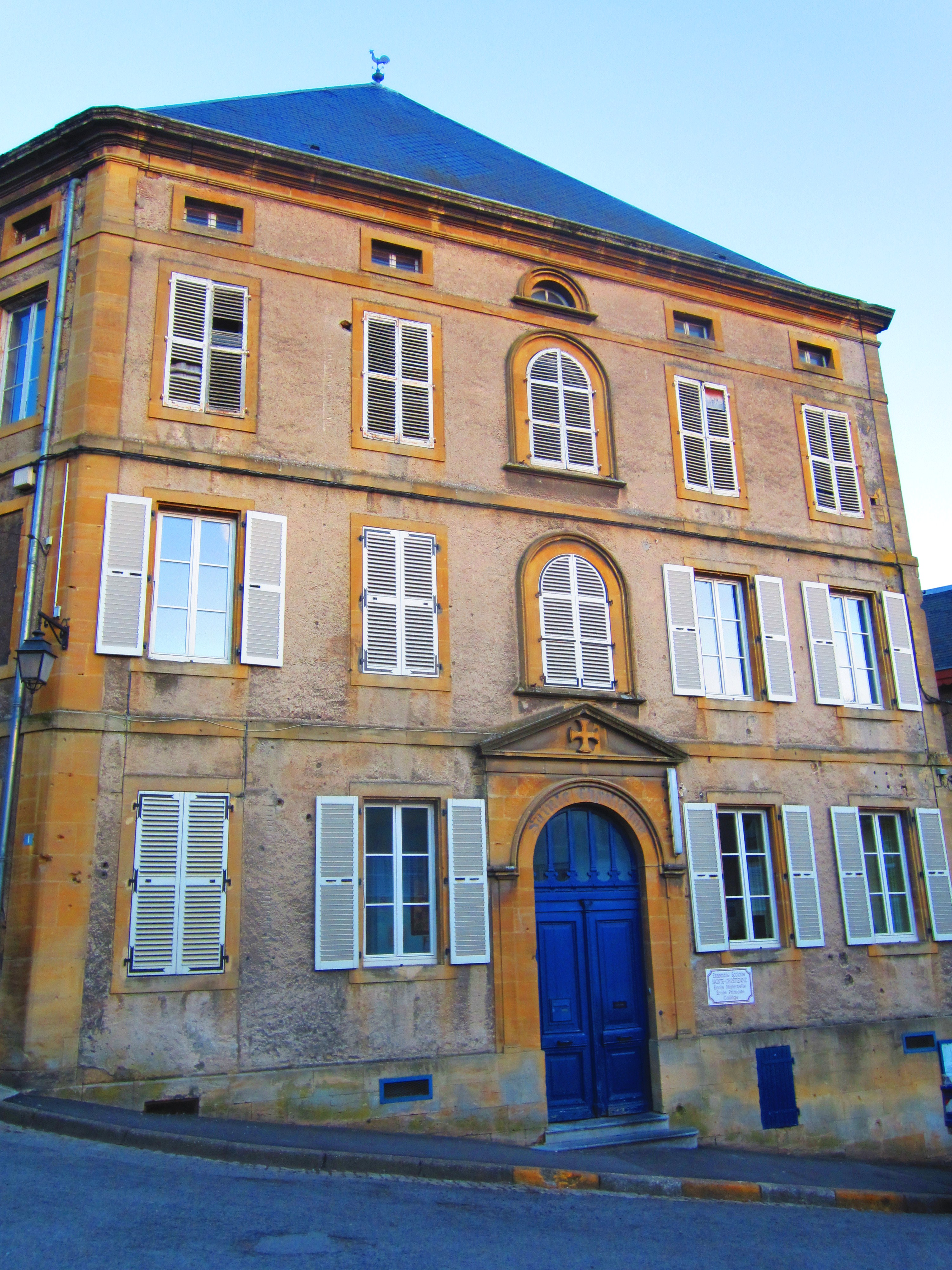
Ensemble scolaire Sainte-Chrétienne.
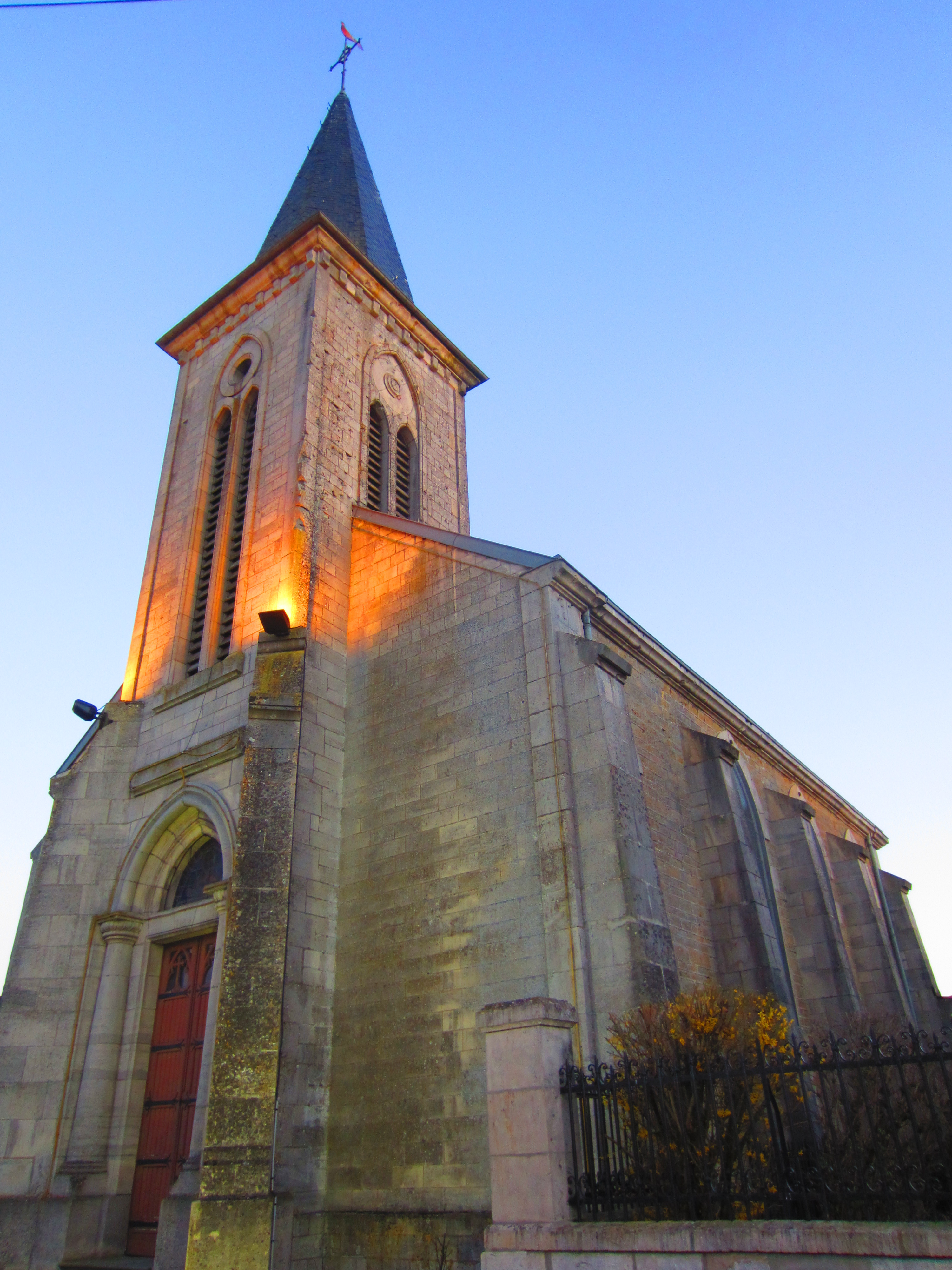
Église de la-Sainte-Vierge à Noërs.
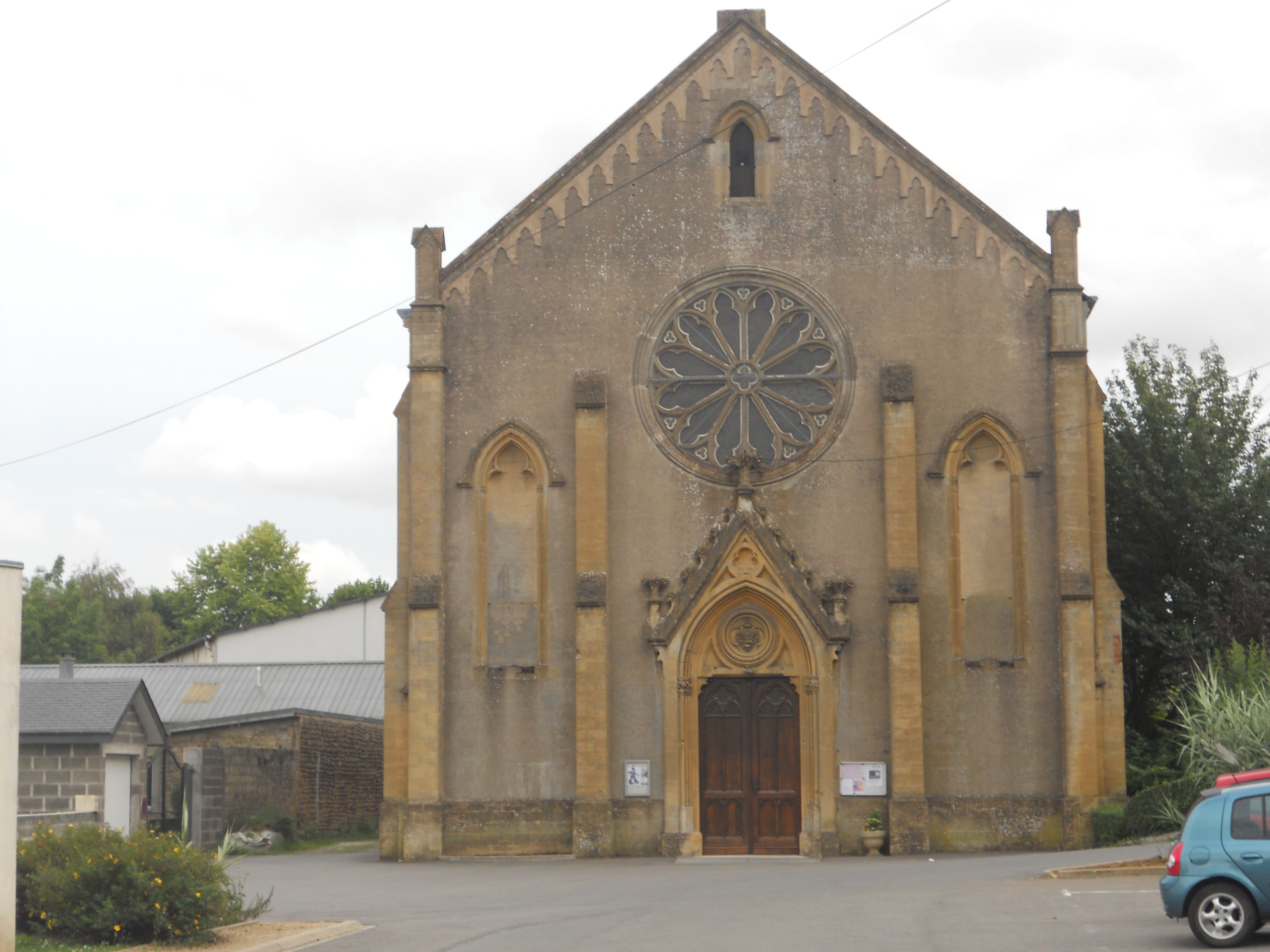
Chapelle Saint-Jean-Baptiste-de-la Salle.
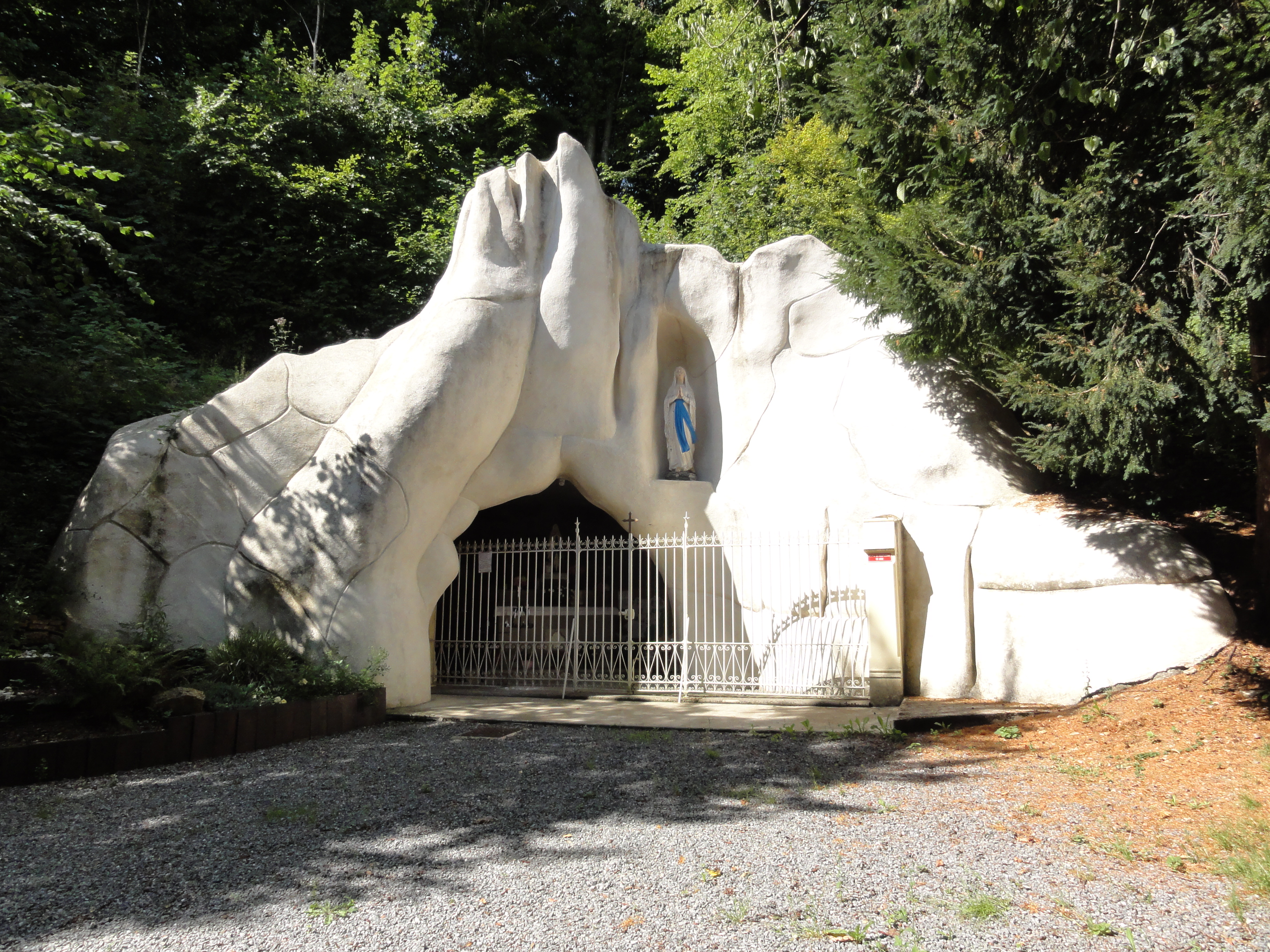
La grotte de la Vierge.

#### Cimetières et mémoriaux de guerre
- Le cimetière militaire français (1914-1918).
- Le cimetière militaire allemand (1914-1918).
- Le musée de la ligne Maginot et fort de Fermont (fort faisant partie de la ligne Maginot).
- Le monument aux morts du canton.
- La plaque commémorative Marcel Agarant, 1944.
- La plaque commémorative James Grünenwald, 1944.
- Le monument de la guerre d'Algérie.

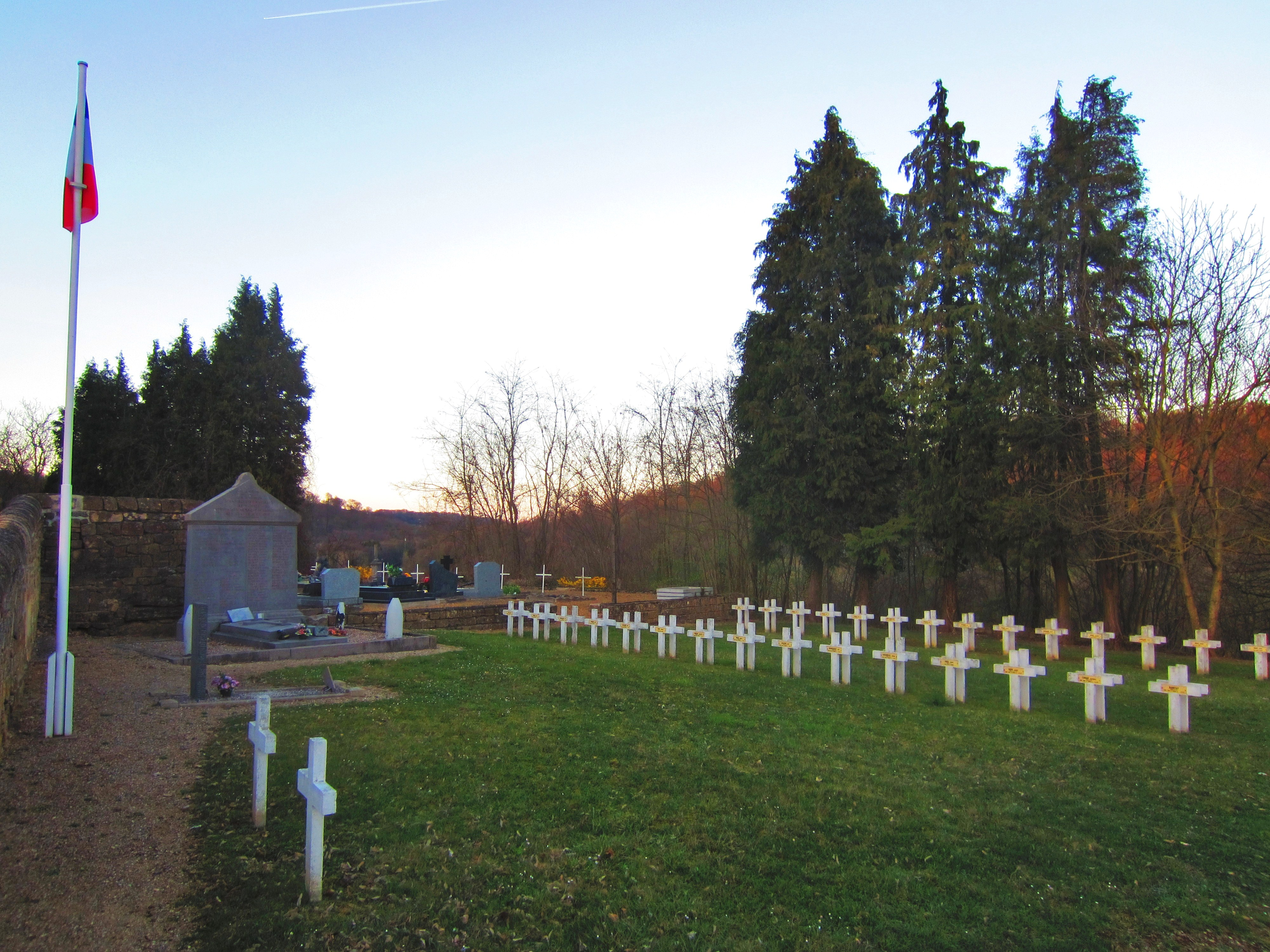
Cimetière militaire français.
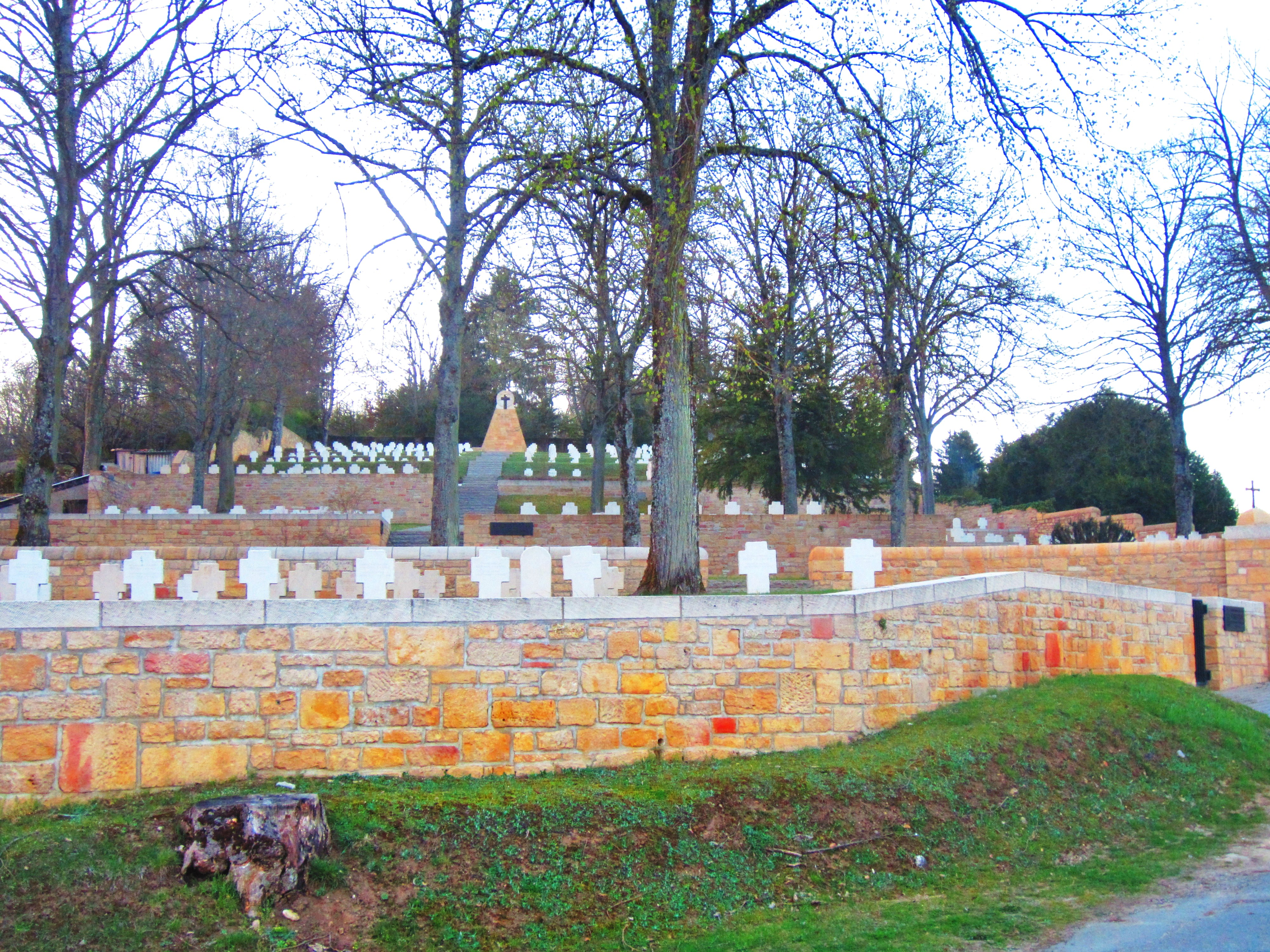
Cimetière militaire allemand.
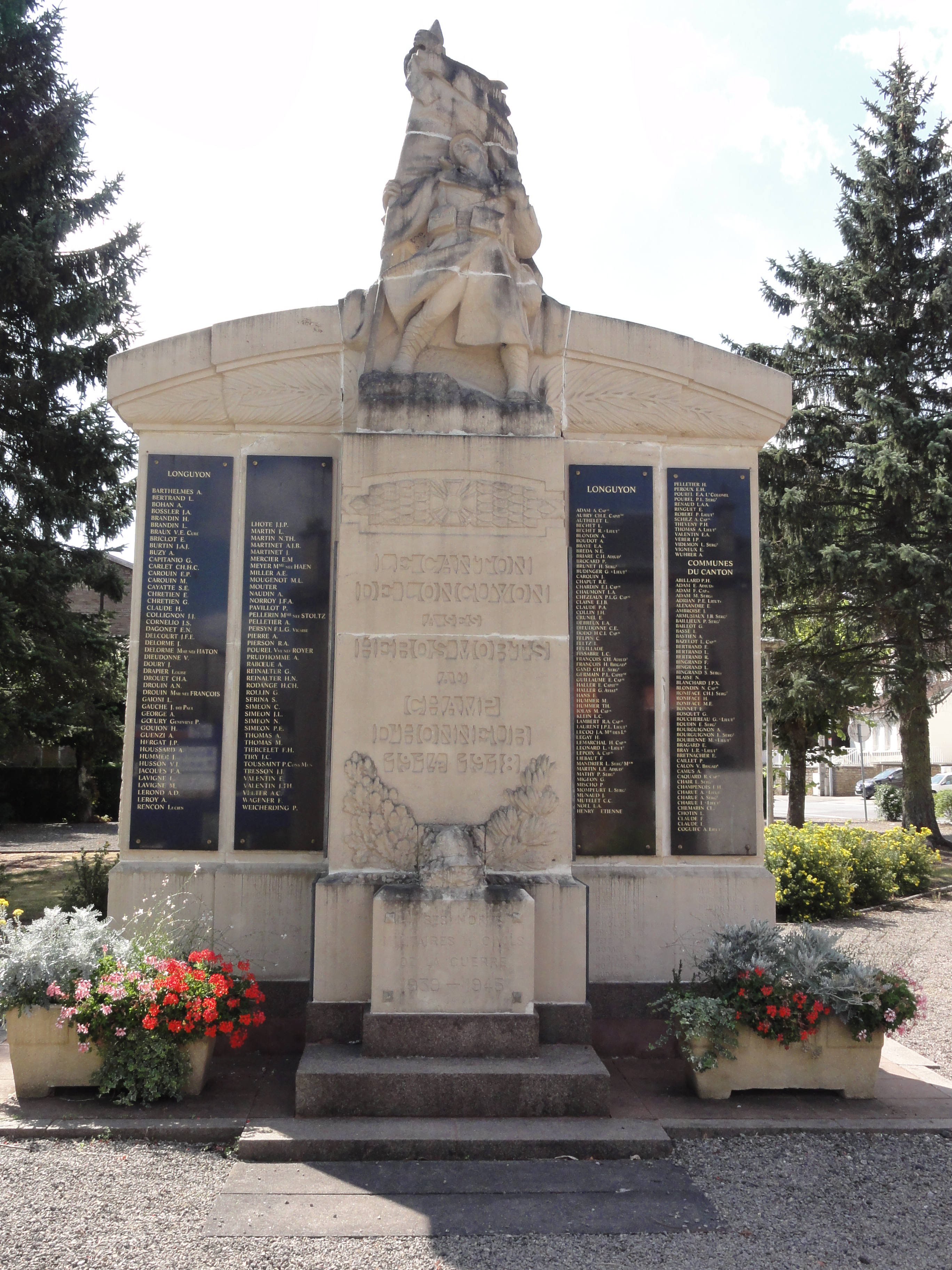
Monument aux morts du canton.
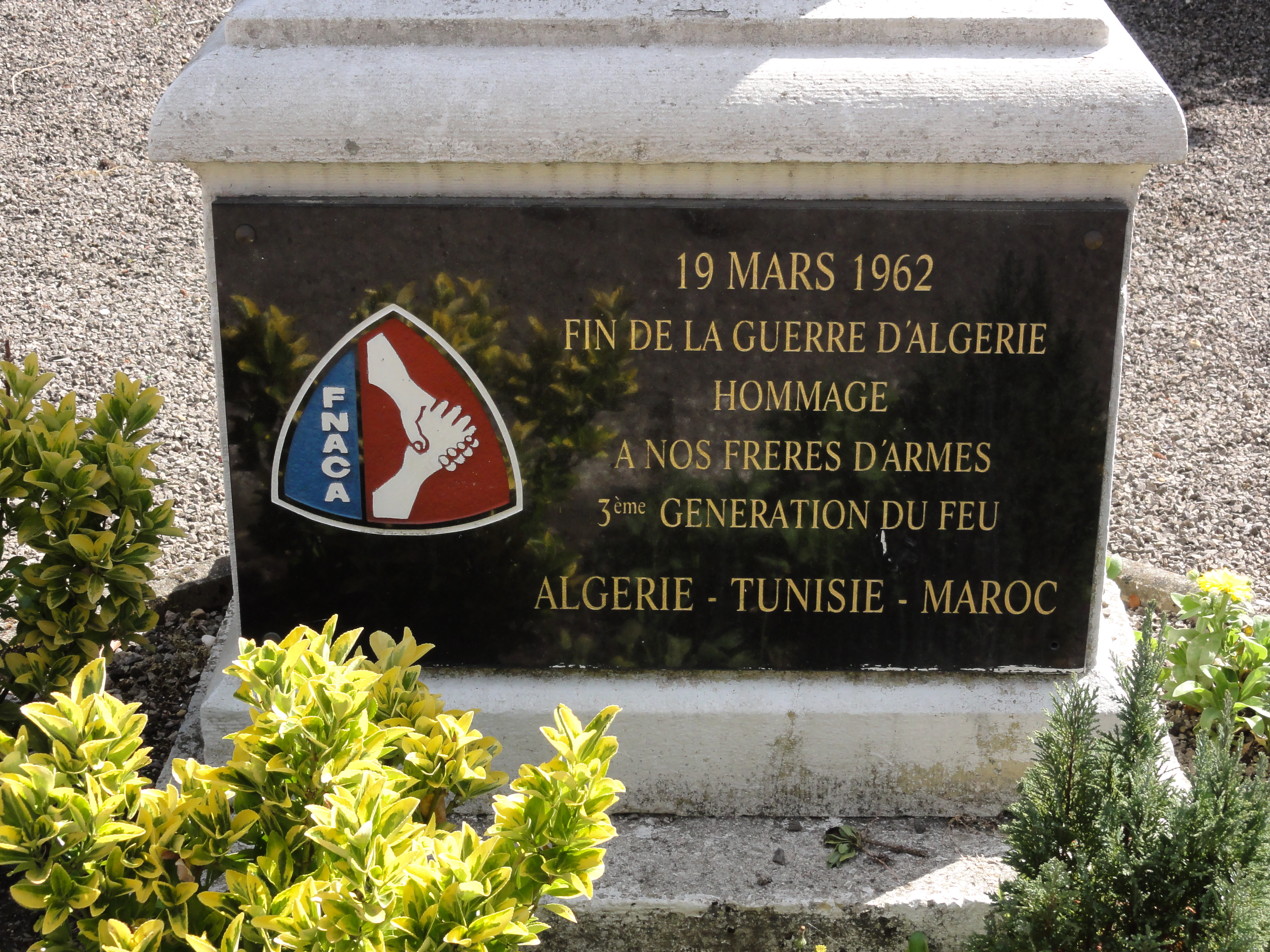
Monument de la guerre d'Algérie.

### Vie militaire
Des années 1880 à 1914, Longuyon est une ville de garnison. Voici les principales unités militaires qui ont tenu garnison à Longuyon :
- 9e bataillon de chasseurs à pied, octobre 1888 - août 1914 ;
- 18e bataillon de chasseurs à pied, ? - août 1914.
- 132e régiment d'infanterie de forteresse présent en 1939-1940.

### Personnalités liées à la commune
- Nicolas de Gorcey-Longuyon, gouverneur de Basse Autriche ;
- Jacques de Longuyon XIVe siècle, auteur et poète médiéval ;
- Alexandre-Nicolas Courtois (1758-1794), jurisconsulte français ;
- Jean-Pierre Mangin (1762-1818), homme politique ;
- Suzanne Sohet (1908-1995), compositrice née à Longuyon, auteur d'ouvrages de pédagogie musicale ;
- Robert Drapier (1912-1978), homme politique, né et mort à Longuyon ;
- Yvonne Fontaine (1913-1996), membre de la Résistance française, née à Longuyon ;
- Bernard This (1928-2016), psychiatre français, né à Longuyon ;
- Guy Vignoht (1932-2010), peintre, écrivain et critique d'art français, né à Longuyon ;
- François Dosé, homme politique, né en 1947 à Longuyon ;
- Richard Gotainer, chanteur et compositeur, né en 1948 à Longuyon ;
- Éric Poitevin, photographe français, né en 1961 à Longuyon.

### Longuyon dans les arts et la culture
- Un tome de la série jeunesse Les compagnons de Villers-la-Chèvre s'y déroule.

### Décorations
- Chevalier de la Légion d'honneur, remise le 23 novembre 1930, accompagnée de la citation suivante « ville héroïque qui fut en partie pillée et incendiée par l’ennemi au début de la guerre et dont un grand nombre d’habitants furent fusillés, s’est acquis par son douloureux martyre, des droits à la pieuse reconnaissance du pays. »[41] ;
- Croix de guerre 1914–1918, palme de bronze, avec citation à l'ordre de l'armée le 27 juillet 1920[42], remise le 5 juin 1921[41].

### Héraldique
| Blason de Longuyon | Blason  | D'azur aux deux bars adossés d'or, accostés de deux croisettes patriarcales du même, accompagnés en chef et en pointe de deux croisettes tréflées au pied fiché d'argent.                                                    |
| Blason de Longuyon | Détails | Ce blason est utilisé par Longuyon depuis longtemps. Il rassemble les bars et les croix de Lorraine et montre ainsi l'appartenance de la ville au Barrois et à la Lorraine. Le statut officiel du blason reste à déterminer. |